# 孟買酒店
《失控危城》（英語：Hotel Mumbai）是一部於2018年上映，並由美國、澳大利亞及印度聯合製作的政治災難恐怖歷史劇情片。影片以2008年發生的孟買連環恐怖襲擊案為原型，由安東尼·瑪拉斯自編自導，戴夫·帕托、傑森·艾塞克、艾米·漢莫、納贊寧·波妮阿蒂、阿努帕姆·卡爾、蒂達·柯漢-哈維主演。
影片由Bleecker Street及環球影視發行，本片於2018年9月7日於多倫多國際影展上首映，於2019年3月29日在美國限量上映。

## 發行
電影定於2019年3月29日由Bleecker Street發行並於美國上映。除美國以外的大部分地區則由環球影視發行。

### 評價
爛番茄根據134條專業評論，持有75%的新鮮度，平均得分6.9／10 ，觀眾投票則給出84%的分數，平均得分為4.2／5，整體獲得的評價以正面居多。

## 外部連結
- 互联网电影数据库（IMDb）上《孟買酒店》的资料（英文）
- 豆瓣电影上《孟買酒店》的資料 （简体中文）